# Kerkhof van Nieuwkerke
Het Kerkhof van Nieuwkerke is een begraafplaats in het Belgische dorp Nieuwkerke, een deelgemeente van Heuvelland. Het kerkhof ligt in het dorpscentrum rond de Onze-Lieve-Vrouwekerk.

## Britse oorlogsgraven

### Eerste Wereldoorlog
Op het kerkhof bevinden zich 93 Commonwealth graven met gesneuvelden uit de Eerste Wereldoorlog. Alle graven liggen aan de noordelijke zijde van de kerk waarvan de meeste in een afgebakend perk liggen dat werd ontworpen door William Cowlishaw. Het Cross of Sacrifice staat tussen deze graven. Enkele graven liggen verspreid tussen de burgerlijke graven. De Commonwealth War Graves Commission zorgt voor het onderhoud en de graven zijn daar geregistreerd onder Nieuwkerke (Neuve-Eglise) Churchyard.  
Het kerkhof werd gedurende de hele oorlog door gevechtseenheden en veldhospitalen van de geallieerden gebruikt. Enkel na hevige gevechten tijdens het Duitse lenteoffensief op 14 april 1918 werd het dorp door hen ingenomen en bleef tot 2 september 1918 in hun handen, toen het door de 36th (Ulster) Division werd heroverd. 
Er rusten hier 75 Britten, 1 Canadees, 10 Australiërs, 5 Nieuw-Zeelanders en 1 Indiër uit deze oorlog.

### Tweede Wereldoorlog
Tijdens de Tweede Wereldoorlog werden hier nog 14 manschappen (waaronder 1 niet geïdentificeerde) van het British Expeditionary Force begraven. Zij sneuvelden tijdens de terugtrekking naar Duinkerke in mei 1940. Er liggen ook 3 Belgische en 1 Frans slachtoffers uit deze oorlog.

## Graven
- Soldaat John Whitty diende onder het alias John Wheelan bij de Duke of Cornwall's Light Infantry.

### Onderscheiden militairen
- Eric De Wolf Rounsefell, onderluitenant bij het Leinster Regiment werd onderscheiden met het Military Cross (MC).
- A. Pue, korporaal bij de Royal Irish Rifles werd onderscheiden met de Military Medal (MM).

De begraafplaats is sedert 2011 opgenomen in de Inventaris van het Wereldoorlogerfgoed.